# Premier Division 2019 (Irlanda)
La League of Ireland Premier Division 2019 è stata la 99ª edizione della massima serie del campionato irlandese di calcio. La stagione è iniziata il 15 febbraio e si è conclusa il 25 ottobre 2019. Il Dundalk ha vinto il campionato per la quattordicesima volta, la seconda consecutiva.

## Stagione

### Novità
Dalla Premier Division 2018 sono stati retrocessi in First Division il Limerick e il Bray Wanderers, mentre dalla First Division 2018 sono stati promossi il Finn Harps e lo UCD.

### Formula
Le 10 squadre partecipanti si affrontano in un girone all'italiana con doppie partite di andata e ritorno per un totale di 36 giornate. La squadra prima classificata è dichiarata campione d'Irlanda ed ammessa al primo turno preliminare della UEFA Champions League 2020-2021. La seconda e la terza classificata vengono ammesse al primo turno preliminare della UEFA Europa League 2020-2021. Se la squadra vincitrice della FAI Cup, ammessa al primo turno preliminare della UEFA Europa League 2020-2021, si classifica al secondo o terzo posto, l'accesso al primo turno di Europa League va a scalare. La nona classificata viene ammessa allo spareggio promozione/retrocessione contro la vincente degli spareggi di First Division. La decima classificata viene retrocessa in First Division.

## Squadre partecipanti
| Club            | Città                  | Stadio           | Stagione precedente          |
| --------------- | ---------------------- | ---------------- | ---------------------------- |
| Bohemians       | Dublino (Phibsborough) | Dalymount Park   | 6º posto in Premier Division |
| Cork City       | Cork                   | Turners Cross    | 2º posto in Premier Division |
| Derry City      | Derry                  | Brandywell       | 8º posto in Premier Division |
| Dundalk         | Dundalk                | Oriel Park       | Campione d'Irlanda           |
| Finn Harps      | Ballybofey             | Finn Park        | 2º posto in First Division   |
| Shamrock Rovers | Dublino (Tallaght)     | Tallaght Stadium | 3º posto in Premier Division |
| Sligo Rovers    | Sligo                  | Showgrounds      | 7º posto in Premier Division |
| St Patrick's    | Dublino (Inchicore)    | Richmond Park    | 5º posto in Premier Division |
| UCD             | Dublino (Belfield)     | UCD Bowl         | 1º posto in First Division   |
| Waterford       | Waterford              | Waterford RSC    | 4º posto in Premier Division |

## Classifica finale
|  | Pos. | Squadra         | Pt | G  | V  | N  | P  | GF | GS | DR  |
|  | ---- | --------------- | -- | -- | -- | -- | -- | -- | -- | --- |
|  | 1.   | Dundalk         | 86 | 36 | 27 | 5  | 4  | 73 | 18 | +55 |
|  | 2.   | Shamrock Rovers | 75 | 36 | 23 | 6  | 7  | 62 | 21 | +41 |
|  | 3.   | Bohemians       | 60 | 36 | 17 | 9  | 10 | 47 | 28 | +19 |
|  | 4.   | Derry City      | 57 | 36 | 15 | 12 | 9  | 56 | 34 | +22 |
|  | 5.   | St Patrick's    | 52 | 36 | 14 | 10 | 12 | 29 | 35 | -6  |
|  | 6.   | Waterford       | 43 | 36 | 12 | 7  | 17 | 46 | 53 | -7  |
|  | 7.   | Sligo Rovers    | 42 | 36 | 10 | 12 | 14 | 38 | 47 | -9  |
|  | 8.   | Cork City       | 37 | 36 | 9  | 10 | 17 | 29 | 49 | -20 |
|  | 9.   | Finn Harps      | 28 | 36 | 7  | 7  | 22 | 26 | 64 | -38 |
|  | 10.  | UCD             | 19 | 36 | 5  | 4  | 27 | 25 | 82 | -57 |

Legenda:
      Campione d'Irlanda e ammessa alla UEFA Champions League 2020-2021
      Ammesse alla UEFA Europa League 2020-2021
 Ammesso allo spareggio retrocessione-promozione
      Retrocessa in First Division 2020
Note:
Tre punti a vittoria, uno a pareggio, zero a sconfitta.
La classifica viene stilata secondo i seguenti criteri:
- Punti conquistati
- Differenza reti generale
- Reti totali realizzate

## Risultati

### Partite (1-18)
|                       | Boh  | Cor  | Der  | Dun  | Fin  | Sha  | Sli  | StP  | UCD  | Wat  |
| --------------------- | ---- | ---- | ---- | ---- | ---- | ---- | ---- | ---- | ---- | ---- |
| Bohemians             | –––– | 0-1  | 1-1  | 0-2  | 1-0  | 1-0  | 1-2  | 1-0  | 3-0  | 0-0  |
| Cork City             | 2-0  | –––– | 0-0  | 0-2  | 1-1  | 1-3  | 0-0  | 1-1  | 2-0  | 0-2  |
| Derry City            | 0-2  | 2-0  | –––– | 0-2  | 4-0  | 0-1  | 2-0  | 1-1  | 3-0  | 3-2  |
| Dundalk               | 1-0  | 1-0  | 2-2  | –––– | 3-0  | 2-1  | 1-1  | 1-0  | 2-1  | 4-0  |
| Finn Harps            | 0-1  | 3-4  | 2-3  | 1-1  | –––– | 0-1  | 1-2  | 0-2  | 3-0  | 3-2  |
| Shamrock Rovers       | 0-1  | 2-0  | 2-0  | 0-0  | 3-0  | –––– | 3-0  | 1-0  | 3-1  | 2-1  |
| Sligo Rovers          | 0-2  | 1-2  | 0-0  | 2-1  | 1-1  | 2-1  | –––– | 0-1  | 1-0  | 0-0  |
| St Patrick's Athletic | 1-1  | 1-0  | 1-3  | 1-0  | 0-0  | 0-1  | 2-1  | –––– | 2-0  | 0-3  |
| UCD                   | 0-2  | 2-1  | 0-2  | 1-3  | 3-0  | 0-1  | 0-2  | 1-1  | –––– | 4-1  |
| Waterford             | 0-0  | 2-0  | 2-2  | 0-3  | 4-0  | 1-2  | 3-3  | 2-0  | 1-0  | –––– |

### Partite (19-36)
|                       | Boh  | Cor  | Der  | Dun  | Fin  | Sha  | Sli  | StP  | UCD  | Wat  |
| --------------------- | ---- | ---- | ---- | ---- | ---- | ---- | ---- | ---- | ---- | ---- |
| Bohemians             | –––– | 1-0  | 0-0  | 2-1  | 5-3  | 2-1  | 2-1  | 3-0  | 10-1 | 1-2  |
| Cork City             | 0-0  | –––– | 1-4  | 1-0  | 0-0  | 1-1  | 2-4  | 0-1  | 3-2  | 1-2  |
| Derry City            | 0-0  | 4-0  | –––– | 2-2  | 4-0  | 0-2  | 3-0  | 1-3  | 0-0  | 2-0  |
| Dundalk               | 2-1  | 1-0  | 1-0  | –––– | 5-0  | 3-2  | 4-0  | 4-0  | 3-0  | 3-0  |
| Finn Harps            | 1-0  | 0-0  | 1-0  | 0-3  | –––– | 0-3  | 2-0  | 1-2  | 0-0  | 1-0  |
| Shamrock Rovers       | 1-0  | 3-0  | 2-2  | 0-1  | 1-0  | –––– | 0-0  | 0-0  | 7-0  | 2-1  |
| Sligo Rovers          | 1-1  | 1-1  | 1-2  | 0-2  | 3-1  | 0-0  | –––– | 1-1  | 5-1  | 0-0  |
| St Patrick's Athletic | 0-0  | 1-1  | 1-0  | 0-3  | 1-0  | 0-2  | 2-1  | –––– | 0-0  | 0-2  |
| UCD                   | 1-0  | 0-1  | 1-3  | 0-5  | 1-0  | 0-3  | 0-2  | 0-1  | –––– | 1-2  |
| Waterford             | 1-2  | 1-2  | 1-1  | 0-1  | 0-1  | 1-5  | 2-0  | 1-2  | 4-2  | –––– |

## Spareggio promozione/retrocessione
|              | Risultati   |              | Luogo e data                 |
| ------------ | ----------- | ------------ | ---------------------------- |
| Drogheda Utd | 1 - 0       | Finn Harps   | Drogheda, 28 ottobre 2019    |
| Finn Harps   | 2 - 0 (dts) | Drogheda Utd | Ballybofey, 1º novembre 2019 |
|              |             |              |                              |

## Statistiche

### Squadre

#### Capoliste solitarie
|    | —— | ——     | ——     | ——              | ——              | ——              | ——              | ——              | ——              | ——              | ——              | ——              | ——              | ——              | ——  | ——  | ——  | ——      | ——      | ——      | ——      | ——      | ——      | ——      | ——      | ——      | ——      | ——      | ——      | ——      | ——      | ——      | ——      | ——      | ——      | —— |  |
|    |    | Bohem. | Bohem. | Shamrock Rovers | Shamrock Rovers | Shamrock Rovers | Shamrock Rovers | Shamrock Rovers | Shamrock Rovers | Shamrock Rovers | Shamrock Rovers | Shamrock Rovers | Shamrock Rovers | Shamrock Rovers |     |     |     | Dundalk | Dundalk | Dundalk | Dundalk | Dundalk | Dundalk | Dundalk | Dundalk | Dundalk | Dundalk | Dundalk | Dundalk | Dundalk | Dundalk | Dundalk | Dundalk | Dundalk | Dundalk |    |  |
|    |    |        |        |                 |                 |                 |                 |                 |                 |                 |                 |                 |                 |                 |     |     |     |         |         |         |         |         |         |         |         |         |         |         |         |         |         |         |         |         |         |    |  |
|    |    |        |        |                 |                 |                 |                 |                 |                 |                 |                 |                 |                 |                 |     |     |     |         |         |         |         |         |         |         |         |         |         |         |         |         |         |         |         |         |         |    |  |
| 1ª | 2ª | 3ª     | 4ª     | 5ª              | 6ª              | 7ª              | 8ª              | 9ª              | 10ª             | 11ª             | 12ª             | 13ª             | 14ª             | 15ª             | 16ª | 17ª | 18ª | 19ª     | 20ª     | 21ª     | 22ª     | 23ª     | 24ª     | 25ª     | 26ª     | 27ª     | 28ª     | 29ª     | 30ª     | 31ª     | 32ª     | 33ª     | 34ª     | 35ª     | 36ª     |    |  |

### Individuali

#### Classifica marcatori
| Gol |  |  | Giocatore           | Squadra         |
| --- |  |  | ------------------- | --------------- |
| 14  |  |  | Junior Ogedi-Uzokwe | Derry City      |
| 13  |  |  | Patrick Hoban       | Dundalk         |
| 12  |  |  | Michael Duffy       | Dundalk         |
| 11  |  |  | Aaron Greene        | Shamrock Rovers |
| 11  |  |  | Daniel Mandroiu     | Bohemians       |
| 11  |  |  | Romeo Parkes        | Sligo Rovers    |
| 11  |  |  | David Parkhouse     | Derry City      |
| 9   |  |  | Daniel Kelly        | Dundalk         |
| 9   |  |  | Aaron McEneff       | Shamrock Rovers |
| 8   |  |  | Jack Byrne          | Shamrock Rovers |
| 8   |  |  | Ronan Coughlin      | Sligo Rovers    |
| 8   |  |  | Graham Cummins      | Cork City       |
| 8   |  |  | Georgie Kelly       | Dundalk         |
| 7   |  |  | Daniel Corcoran     | Bohemians       |
| 7   |  |  | Aaron Drinan        | Waterford       |